# Ulisse Betti
Ulisse Betti detto Bozzetto e Scracchino (Chiusdino, 18 ottobre 1863 – Chiusdino, 12 ottobre 1943) è stato un fantino italiano.
Vinse il Palio di Siena quattro volte nell'arco di tre anni, dal 2 luglio 1891 al 2 luglio 1893. La sua quinta vittoria sembrava già sicura, in occasione del Palio dell'agosto 1901. Correndo nell'Onda si trovava in testa al terzo giro, quando il suo cavallo cadde a causa di un improvviso malore.
Ha regalato il successo a tre Contrade: Selva, Onda e Civetta.

## Presenze al Palio di Siena
| Palio             | Contrada   | Cavallo               | Note   |
| ----------------- | ---------- | --------------------- | ------ |
| 16 agosto 1889    | Giraffa    | Sauro di C. Vallesi   |        |
| 2 luglio 1890     | Giraffa    | Baio di G. Sampieri   |        |
| 16 agosto 1890    | Giraffa    | Sauro di S. Merlotti  |        |
| 2 luglio 1891     | Selva      | Farfallina            |        |
| 16 agosto 1891    | Torre      | Baio di U. Betti      |        |
| 3 luglio 1892     | Onda       | Baio di G. Sampieri   |        |
| 16 agosto 1892    | Istrice    | Farfallina            | scosso |
| 29 maggio 1893    | Onda       | Baio di V. Ramalli    |        |
| 2 luglio 1893     | Civetta    | Farfallino            |        |
| 16 agosto 1893    | Pantera    | Baio di A. Butini     |        |
| 2 luglio 1894     | Civetta    | Baio di A. Gracci     | scosso |
| 23 settembre 1896 | Tartuca    | Baio di P. Bellocci   |        |
| 16 agosto 1898    | Aquila     | Baio di B. Falciai    |        |
| 16 agosto 1899    | Onda       | Baio di U. Fragoli    |        |
| 2 luglio 1900     | Oca        | Sauro di L. Mezzedimi |        |
| 9 settembre 1900  | Oca        | Baio di P. Stagi      | scosso |
| 16 agosto 1901    | Onda       | Baio di V. Valentini  | scosso |
| 28 settembre 1902 | Civetta    | Baio di A. Cambrini   |        |
| 16 agosto 1906    | Chiocciola | Baio di U. Betti      | scosso |
| 2 luglio 1907     | Chiocciola | Stella                |        |
| 16 agosto 1907    | Istrice    | Baio di U. Betti      |        |
| 3 luglio 1908     | Selva      | Calabresella          |        |